# Csaba Dömötör
Csaba Dömötör (maďarsky Dömötör Csaba; * 13. září 1982, Budapešť) je maďarský politik a odborník na mezinárodní vztahy. Mezi lety 2018 až 2024 poslanec Zemského sněmu za stranu Fidesz – Maďarská občanská unie, od září 2024 poslanec Evropského parlamentu zasedající ve frakci Patrioti pro Evropu (P4E).

## Biografie
Narodil se roku 1982 v Budapešti v tehdejší Maďarské lidové republice. V letech 1993 až 2001 studoval na osmiletém gymnáziu Berze Nagy János Gimnázium ve městě Gyöngyös. V roce 2006 absolvoval studia mezinárodních vztahů na Budapesti Corvinus Egyetem (BCE).

### Politická kariéra
V období od 21. října 2015 do 17. května 2018 byl a od 22. května 2018 je opět státním sekretářem Kabinetní kanceláře ministerského předsedy.
V parlamentních volbách v roce 2018 byl za stranu Fidesz – Maďarská občanská unie zvolen poslancem maďarského Zemského sněmu. V parlamentních volbách roku 2022 byl opětovně zvolen.
Dne 22. září 2024 se stal poslancem Evropského parlamentu, když nastoupil jako náhradník za rezignujícího europoslance Balázse Győrffyho. V Evropském parlamentu zasedá v politické frakci Patrioti pro Evropu. Je členem Výboru pro zemědělství a rozvoj venkova (AGRI) a Výbor pro rybolov (PECH).

## Soukromý život
Vedle rodné maďarštiny hovoří plynně anglicky, francouzsky a německy.
Je ženatý s Erzsébet Dömötör-Hollik, se kterou má jednoho syna a tři dcery.